# 8. august
8. august er dag 220 i året i den gregorianske kalender (dag 221 i skudår). Der er 145 dage tilbage af året. 
Dagens navn er Ruths dag.

### Begivenheder
Født - Dødsfald
- 1139 - Første omtale af Bispedømmet Færøerne i Kirkjubøur forekommer, da Biskop Orm i et brev betegner sig Faroensis episcopus.
- 1570 - Den tredje borgerkrig i Frankrig afsluttes med freden i Saint-Germain-en-Laye. Den giver huguenotterne amnesti og overlader dem La Rochelle og Cognac som fristæder.
- 1576 - Grundstenen til Tycho Brahes observatorium Uranienborg nedlægges på Hven.
- 1647 - Irske tropper besejres af den engelske hær ved Dangal Hill i Irland.
- 1764 - Arkitekten C.F. Harsdorff, der bl.a. tegnede Det kongelige Teater og Fredensborg Slot, udnævnes til Kgl. bygningsinspektør.
- 1786 - Mont Blanc, et af Europas højeste bjerge, bestiges for første gang. Det udføres af dr Michel-Gabriel Paccard og hans hjælper, Jacques Balmat.
- 1859 - Københavns Vandværk åbner. Landets første åbnede dog i 1853 i Odense.
- 1953 - Sovjetunionens premierminister Georgij Malenkov offentliggør at Sovjetunionen har udviklet en brintbombe.
- 1953 - USA og Sydkorea indgår forsvarspagt.
- 1963 - Det store togrøveri, hvor 2,5 million £ bliver stjålet på toget fra Glasgow til London.
- 1967 - I Bangkok underskrives en deklaration af udenrigsministrene fra Indonesien, Malaysia, Filippinerne, Singapore og Thailand. Association of South East Asian Nations (ASEAN) er dannet.
- 1974 - Richard Nixon bekendtgør i en TV-udsendelse, at han som den første amerikanske præsident træder tilbage før sin embedsperiodes udløb. Det sker som følge af hans andel i Watergateskandalen. Han efterfølges af Gerald Ford.
- 1980 - B&W skibsværft standser betalingerne.
- 1981 - USA offentliggør plan om at producere neutronbomben.
- 2012 - Pia Kjærsgaard meddeler på et pressemøde, at hun trækker sig som formand for Dansk Folkeparti ved landsmødet i september måned. Hun var medstifter af partiet i 1995 og havde været formand lige siden.

### Født
- 1889 - Hans Egede Budtz, dansk skuespiller (død 1968).
- 1911 - Elith Foss, dansk skuespiller (død 1972).
- 1911 - Else Jarlbak, dansk skuespiller (død 1963).
- 1919 - Dino De Laurentiis, italiensk filmproducent (død 2010).
- 1920 - Palle Nielsen, dansk grafiker og tegner (død 2000).
- 1929 - Ronnie Biggs, engelsk togrøver (død 2013).
- 1937 - Henrik Bjelke, dansk forfatter (død 1993).
- 1937 - Dustin Hoffman, amerikansk skuespiller.
- 1951 - Mohamed Mursi, egyptisk politiker (død 2019).
- 1952 - Jostein Gaarder, norsk forfatter.
- 1961 - The Edge, irsk guitarist i U2.
- 1972 - Axel Merckx, belgisk cykelrytter.
- 1976 - Sisse Fisker, dansk studievært.
- 1981 - Roger Federer, schweizisk tennisspiller.
- 1998 - Shawn Mendes, canadisk musiker og sanger.

### Dødsfald
- 117 - Trajan, romersk kejser (født 53).
- 1888 - Jørgen Roed, dansk maler (født 1808).
- 1966 - Knud Sønderby, dansk forfatter (født 1909).
- 1973 - Vilhelm Moberg, svensk forfatter, dramatiker og journalist (født 1898).
- 1988 - Einar Dessau, dansk direktør og radioamatør (født 1892).
- 1988 - Carl Heinrich Petersen, dansk forfatter, historiker og anarkist (født 1915).
- 2002 - Elias Bredsdorff, dansk forfatter og litteraturhistoriker (født 1912).
- 2003 - Lilli Gyldenkilde, dansk folketingspolitiker (født 1936).
- 2004 - Fay Wray, amerikansk skuespillerinde (født 1907).
- 2005 - Barbara Bel Geddes, amerikansk skuespillerinde og forfatter (født 1922).
- 2006 - Duke Jordan, amerikansk jazz pianist (født 1922).
- 2008 - Antonio Gava, italiensk politiker (født 1930).
- 2009 - Daniel Jarque, spansk fodboldspiller (født 1983).
- 2010 - Patricia Neal, amerikansk skuespillerinde (født 1926).
- 2011 - Kurt Johansson, svensk olympisk sportsskyder (født 1914).
- 2012 - Kurt Maetzig, tysk filminstruktør (født 1911).
- 2013 - Karen Black, amerikansk skuespillerinde (født 1939).
- 2014 - Peter Sculthorpe, australsk komponist (født 1929).
- 2023 - Federico Bahamontes, spansk cykelrytter (født 1928).

- 2016 - Folmer Rubæk, dansk skuepiller (født 1940)

|  | Denne datoartikel kan blive bedre, hvis der indsættes et (bedre) billede Du kan hjælpe ved at afsøge Wikimedia Commons for et passende billede eller uploade et godt billede til Wikimedia Commons iht. de tilladte licenser og indsætte det i artiklen. |